# Günther Bahr
Günther Bahr (Neu Legden, 28 de julho de 1921 — Wacken, 29 de abril de 2009) foi um piloto de caça alemão da Luftwaffe e recebeu a Cruz de Cavaleiro da Cruz de Ferro durante a Segunda Guerra Mundial. Ele conquistou 36 vitórias à noite, além de mais uma vitória aérea diurna, todas elas com bombardeiros quadrimotores, alcançadas em mais de 90 missões de combate. Ele contou 37 vitórias ao todo. Bahr morreu em abril de 2009 com 87 anos.

## Carreira
Bahr nasceu em 18 de julho de 1921 em Neu-Legden, um pequeno povoado a nordeste de Königsberg, Prússia Oriental, atualmente parte de Dobroje, no Oblast de Kaliningrado. Em 19 de dezembro de 1941, ele foi destacado para o 6. Staffel (6.º esquadrão) do Schnellkampfgeschwader 210 (SKG 210) que lutava na Frente Oriental. Em janeiro de 1942, o SKG 210 tornou-se Zerstörergeschwader 1 (ZG 1). Em conseqüência, Bahr serviu com o 6. Staffel do ZG 1.

### Caça noturno

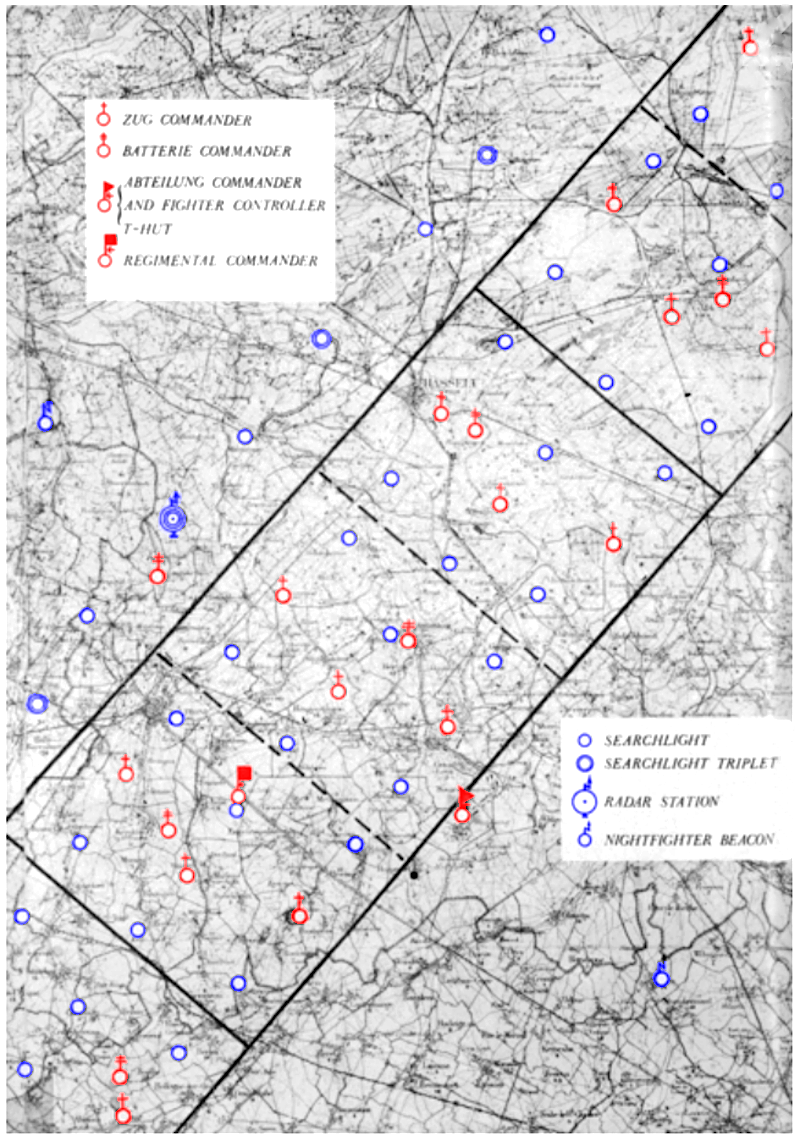
Um mapa de parte da Linha Kammhuber. O 'cinturão' e as 'caixas' do caça noturno são mostrados.

Após a Batalha da Angra da Heligolândia, as missões de bombardeio da Força Aérea Real (RAF) passaram a ser o manto da escuridão, dando início à campanha de Defesa do Reich. Em meados de 1940, o Generalmajor Josef Kammhuber havia estabelecido um sistema de defesa aérea noturna apelidado de Linha Kammhuber. Consistia em uma série de setores de controle equipados com radares e holofotes e um caça noturno associado. Cada setor, nomeado um Himmelbett, , direcionaria o caça noturno ao alcance visual com bombardeiros-alvo. Em 1941, a Luftwaffe começou a equipar caças noturnos com radares aerotransportados, como o radar Lichtenstein. Este radar aerotransportado não entrou em uso geral até o início de 1942.
No final de março de 1942, Bahr começou a treinar como piloto de caça noturno e foi então transferido para o I. Gruppe (1.º grupo) do Nachtjagdgeschwader 1 (NJG 1). Na noite de 23/24 de agosto de 1943, a RAF mirou em Berlim com 727 bombardeiros Avro Lancaster, Handley Page Halifax, Short Stirling e de Havilland Mosquito, perdendo 57 aeronaves no ataque. Defendendo-se contra esta missão, Bahr reivindicou suas primeiras vitórias aéreas noturnas sobre um bombardeiro Halifax e Stirling. Em 14 de outubro, durante a segunda incursão em Schweinfurt, ele reivindicou uma vitória aérea diurna sobre um bombardeiro Boeing B-17 Flying Fortress das Forças Aéreas do Exército dos Estados Unidos (USAAF) abatido 20
 quilômetros (12 milhas) a sudeste de Schweinfurt. O Comando de Bombardeiros alvejou Hanôver na noite de 18–19 de outubro. Naquela noite, Bahr alegou a destruição de um bombardeiro Lancaster 35
 quilômetros (22 milhas) a oeste de Hamelin. Em 3–4 de novembro, o principal alvo do Comando de Bombardeiros era Düsseldorf, atingido por 577 bombardeiros e 12 Mosquitos. Naquela noite, a RAF perdeu 18 bombardeiros com mais 37 danificados. Bahr reivindicou um bombardeiro Halifax abatido 25
 quilômetros (16 milhas) a oeste de Düsseldorf.
Na noite de 20–21 de dezembro de 1943, a RAF alvejou Frankfurt am Main. Defendendo-se contra este ataque, Bahr reivindicou três bombardeiros Halifax, dois dos quais podem ter sido do Esquadrão N.º 10. Na noite de 21–22 de fevereiro de 1945, Bahr tornou-se um "ás num dia". Naquela noite, a RAF tinha como alvo Duisburg, Worms e o Mittellandkanal. Bahr, pilotando um Messerschmitt Bf 110 G com sua tripulação, o operador de rádio Feldwebel Arno Rehmer e o artilheiro Unteroffizier Kurt Riediger, foram transportados para o fluxo de bombardeiros em direção a Worms e abateram sete bombardeiros. Naquela noite, a RAF perdeu 34 aeronaves, 26 das quais foram creditadas a Bahr, Heinz-Wolfgang Schnaufer, Heinz Rökker e Johannes Hager. Bahr recebeu a Cruz de Cavaleiro da Cruz de Ferro (Ritterkreuz des Eisernen Kreuzes) em 28 de março de 1945.

### Com a Força Aérea Alemã
Após a Segunda Guerra Mundial, Bahr voltou ao serviço militar na Força Aérea Alemã, na época conhecida como Bundesluftwaffe, em 1962. Como Major, aposentou-se em 1975. Bahr morreu em abril de 2009.

## Condecorações
- Cruz de Ferro (1939)
  - 2ª classe
  - 1ª classe (24 de dezembro de 1943)
- Distintivo de Voo do Fronte da Luftwaffe
  - em Prata (3 de maio de 1944)
  - em Ouro (13 de junho de 1944)
- Troféu de Honra da Luftwaffe (15 de maio de 1944) como Feldwebel e piloto[16]
- Cruz Germânica em Ouro (13 de junho de 1944) como Oberfeldwebel no 3./NJG 6[17]
- Cruz de Cavaleiro da Cruz de Ferro (28 de março de 1945) como Oberfeldwebel e piloto no I./NJG 6[18][19]